# Tribu homosexuelle

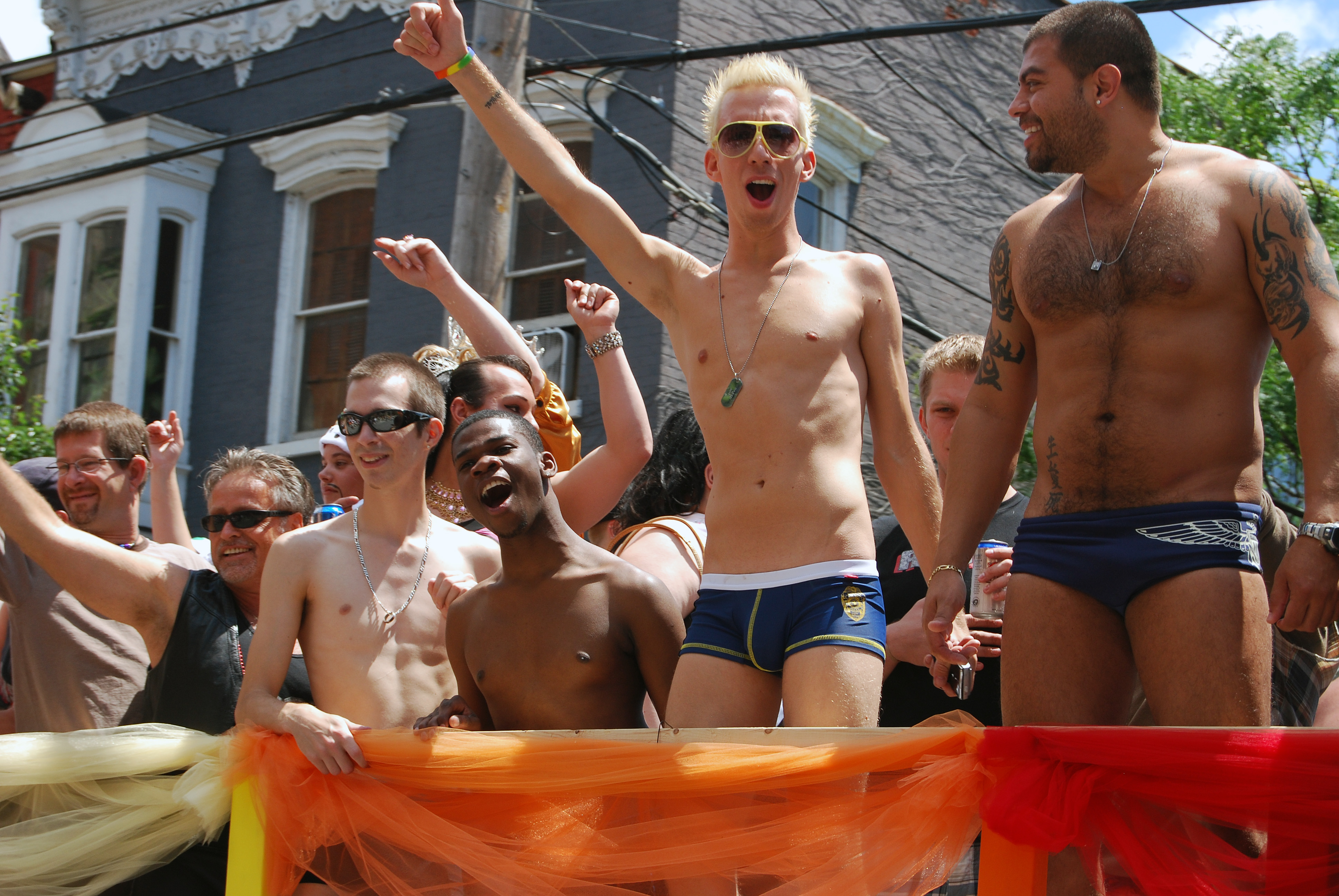
Lors de cette marche des fiertés, le jeune homme blond du milieu peut être considéré comme un Twink, à la différence de l'homme à sa droite, plus âgé, corpulent et poilu, plus proche du bear.

Dans la culture LGBT contemporaine, plusieurs sous-groupes (ou sous-cultures) - dites « tribes » en anglais (« tribu » en français) - ont été identifiées, tels les twinks, les ours, les loutres, etc.. 
Ces sous-cultures se basent souvent sur l'apparence physique (ainsi les twinks sont jeunes, minces, imberbes et considérés comme beaux,, quand les bears sont davantage caractérisés comme étant en surpoids et fort velus), mais elles peuvent aussi reposer sur la masculinité ou le degré de sex appeal de leurs membres. Pour une raison inconnue, nombre d'entre elles se basent sur un vocabulaire animalier.
Tous les homosexuels ne se reconnaissent pas, ou ne se revendiquent pas nécessairement, d'une tribu.
Pour les chercheurs, les différences de comportements sexuels entre les personnes rattachées à ces différentes tribus ont notamment l'intérêt d'impliquer des considérations spécifiques sur la santé physique et mentale de leurs membres, ce qui peut permettre d'affiner les politiques de prévention des IST.
Des applications de rencontre comme Grindr permettent l'utilisation d'une douzaine de « tribus » pour s'auto-identifier ou aider à trouver le type de profil recherché par l'utilisateur. 
Au Japon, les espaces des hommes gays sont particulièrement portés sur la catégorisation en tribus.